# Блейн, Джеймс
Джеймс Гиллеспи Блейн (англ. James Gillespie Blaine; 31 января 1830 — 27 января 1893) — американский политик-республиканец, который работал в качестве члена Палаты представителей Соединённых Штатов, спикера Палаты представителей Соединённых Штатов, сенатора США от штата Мэн и дважды — госсекретаря США. Он был кандидатом в президенты в 1884 году, но потерпел поражение с небольшим отрывом от демократа Гровера Кливленда. Блейн был одним из ведущих республиканцев в конце XIX века и лидером умеренной реформистской фракции партии, известной как «полукровки».

## Биография
Джеймс Блейн родился в западной Пенсильвании и переехал затем в штат Мэн, где он стал редактором газеты. Получив прозвище «Человек-магнит» (англ. «Magnetic Man»), он был одним из самых харизматичных ораторов в эпоху, когда особенно ценилось ораторское искусство. 
Блейн начал свою политическую карьеру в числе первых сторонников Авраама Линкольна и участвовал в боевых действиях на стороне Союза в американской гражданской войне. В период Реконструкции Блейн был сторонником избирательного права для афроамериканцев, но был против некоторых из наиболее принудительных мер радикальных республиканцев. Изначально будучи протекционистом, позже он выступал за снижение таможенных пошлин и расширение американской торговли с зарубежными странами. Развитие сети железной дороги и строительство являлись важными вопросами в его время, и в результате его интереса к ним и поддержки Блейн серьёзно подозревался в коррупции при заключении железнодорожных сделок; эти обвинения преследовали его, когда он стал кандидатом в президенты в 1884 году.
Как государственный секретарь, Блейн был переходной фигурой, обозначив своей деятельностью окончание изоляционистской эпохи во внешней политике и предвещая начало того, что некоторые называют «Американским веком», который начался с Испано-американской войны. Его усилия, направленные на расширение американской торговли и влияния знаменовали начало перехода к более активной внешней политике Соединёнными Штатами. Блейн был пионером «взаимности» таможенных пошлин и призывал к большей вовлечённости страны в дела государств Латинской Америки. Экспансионистская политика Блейна приведёт менее чем за десять лет к приобретению Соединёнными Штатами колоний в Тихоокеанском регионе и доминированию в регионе Карибского бассейна.
Гувернанткой у него служила американская писательница-аболиционистка Мэри Эбигейл Додж, которая при этом успевала посылать статьи против рабства в американские печатные издания. После смерти Блейна она взялась за написание его биографии, но во время работы у нее случился инсульт, она впала в кому и вскоре умерла от кровоизлияния в мозг; работа так и не была закончена.